# Adam Edelman
Adam Edelman (Boston, 14 maart 1991) is een Amerikaans-Israëlisch skeletonracer en bobsleeër.

## Carrière
Edelman nam nooit deel aan de wereldbeker maar was wel actief op het wereldkampioenschap 2016 waar hij 33e werd een jaar later werd hij 35e. Hij nam namens Israël deel aan de Olympische Winterspelen in 2018 waar hij 28e werd. Hij stopte in 2018 met skeleton en stapte over naar bobsleeën waar hij actief is sinds 2021 in de lagere reeksen.

## Resultaten

### Olympische Spelen
| Jaar | Plaats      | Resultaat |
| ---- | ----------- | --------- |
| 2018 | Pyeongchang | 28e       |

### Wereldkampioenschappen
| Jaar | Plaats    | Resultaat       |
| ---- | --------- | --------------- |
| 2016 | Igls      | 33e Individueel |
| 2017 | Königssee | 35e Individueel |